# Старая Ведуга
Старая Ведуга — село в Семилукском районе Воронежской области.
Административный центр Староведугского сельского поселения.

## Население
| 1859 | 1897  | 2010  |
| ---- | ----- | ----- |
| 4790 | ↗5875 | ↘1211 |

В 2005 году население села составляло 1401 человек.

## Улицы
| - ул. Береговая - пер. Болотный - ул. Борисовка - ул. Верхняя - ул. Героя Меркулова - ул. Гусиновка - ул. Домахина | - ул. Заречная - ул. Злобина - ул. Кузнецовка - ул. Ленина - ул. Луговая - ул. Нижняя - ул. Победы | - ул. Садовая - ул. Скоркина - ул. Соловьиновка - ул. Центральная - ул. Школьная - пер. Школьный - ул. Штыркина |

## Известные уроженцы
- Меркулов, Иван Данилович (1924—1944) — советский военнослужащий, младший сержант, Герой Советского Союза.
- Шишкин, Павел Емельянович (1916—1994) — советский военнослужащий, майор, Герой Советского Союза.